# فورتريس أنفستمنت جروب
فورتريس أنفستمنت جروب هي شركة أمريكية لإدارة الاستثمار مقرها في مدينة نيويورك. تأسست شركة فورتريس كشركة أسهم خاصة في عام 1998 على يد ويس إيدينز وروب كوفمان وراندال ناردوني. عندما تم إطلاق شركة فورتريس في بورصة نيويورك في فبراير 2007، كانت أول شركة أسهم خاصة كبيرة في الولايات المتحدة يتم تداول أسهمها علنًا . في ديسمبر 2017، استحوذت مجموعة سوفت بنك اليابانية على شركة فورتريس بالكامل، وتم حذفها من قائمة الشركات يتم تداول أسهمها علنًا، وعادت مرة أخرى لتصبح شركة خاصة . اعتبارًا من 30 يونيو 2020، تدير الشركة ما يقرب من 45.5 مليار دولار أمريكي من الأصول البديلة في الأسهم الخاصة وصناديق التحوط السائلة وصناديق الائتمان.
في مايو 2023 ، أعلنت شركة مبادلة للاستثمار أنها ستستحوذ على غالبية حصتها في فورتريس. وكان من المقرر أن تستحوذ مبادلة على 60 ٪ من الأسهم مقابل 3 مليارات دولار من مجموعة سوفت بنك. ومن المتوقع أن يتم إغلاق الصفقة بحلول أوائل عام 2024 ، وستترك مبادلة تمتلك حصصا إجمالية بنسبة 70 ٪ في فورتريس. ومع ذلك كانت صفقة الاستثمار تخضع للتدقيق من قبل لجنة الاستثمار الأجنبي في الولايات المتحدة. كان الاستثمار المقصود من مبادلة مصدر قلق للولايات المتحدة بشأن علاقات الإمارات المتنامية مع الصين. في أوائل عام 2019 ، استحوذت مبادلة على حصه تساوي 10% من فورتريس ، والتي حصلت على تصريح للشراء من صندوق النقد الدولي.